# アバディーン湖 (カナダ)
アバディーン湖 (Aberdeen Lake) は、カナダのヌナブト準州キヴァリク地域にある、不規則な形をした湖。
カナダ楯状地上に位置する。
湖は東西におおそ90㎞のびており、中央部にある南北に30㎞ほど伸びる半島によって二分されている。
西にはセロン野生生物保護区 (Thelon Wildlife Sanctuary) がある。
セロン川が主要な流入、流出河川。
近隣にはビバリー湖 (Beverly Lake)、シュルツ湖 (Schultz Lake) などがある。